# M19 Tank Transporter
Der M19 Tank Transporter ist ein schwerer Panzertransporter, der im Zweiten Weltkrieg für die US-amerikanischen Streitkräfte gefertigt wurde. Er bestand aus einem schweren 12-Tonnen-Lastkraftwagen mit zwei angetriebenen Hinterachsen, dem M20 Diamond T Modell 980, und einem Schwerlastanhänger mit 12 Rädern, dem M9 Trailer. Der schwere Schlepper mit der Kennung G-159 im US Supply Catalog war als Transportsystem bis in die 1950er Jahre im militärischen Einsatz.

## Geschichte
Das Unternehmen Diamond T hatte schon im Ersten Weltkrieg über 600 Liberty Trucks für die US Army gefertigt und war auch in der Zwischenkriegszeit mit der Lieferung von leichten Lastkraftfahrzeugen der 1- und 1½-Tonnen-Klasse im Kontakt mit der US Army geblieben. In der Zwischenkriegszeit war die Einführung der luftbereiften Räder und abgerundeter, leicht aerodynamischer Fahrerhäuser ein erfolgreicher Schritt im Wettbewerb mit anderen LKW-Herstellern. Während der 1930er-Jahre stand das Unternehmen im Wettbewerb mit Marmon-Herrington, um die größten Lastkraftwagen anzubieten.
In der Zwischenkriegszeit hatte man sich weniger damit beschäftigt Fahrzeuge für die Bergung von Panzerkampfwagen zu entwickeln, da die leichten Panzer und Tanketten überwiegend auf den Ladeflächen von schweren Lastkraftwagen wie dem Mack EXBX transportiert werden konnten.
Nachdem sich die Entwicklung eines neuen Krieges in Europa abzeichnete, beschäftigte man sich wieder vermehrt mit Entwürfen für den militärischen Sektor. Hierbei waren insbesondere schwere Lastkraftwagen und Zugmaschinen die Stärke des Unternehmens. Im Jahr 1940 suchte die British Purchasing Commission in den Vereinigten Staaten nach Unternehmen, welche die Ausrüstung der britischen Armee unterstützen konnten. Auf ihrer Liste stand auch ein Fahrzeug, welches in der Lage sein sollte größere und schwere Panzerkampfwagen zu transportieren, da der Scammell 30-ton Tank Transporter für die neu entwickelten Infantry Tank Churchill nicht mehr ausreichend war und zudem die britischen Produktionskapazitäten nicht ausreichend waren.
Eine größere Zahl amerikanischer Nutzfahrzeughersteller wurden aufgefordert die eigenen Modelle vorzustellen. Diamond T gehörte zu den Unternehmen und konnten einen gerade erst für die US Army entworfenen Prototypen eines schweren Zugfahrzeugs präsentierten. Diamond T verfügte über eine lange Historie, als zuverlässiger Lieferant des US Army Quartermaster Corps und nachdem einige Änderungen des Entwurfs entsprechend der britischen Bedürfnisse besprochen waren, wurden schnell ein Erstauftrag über 200 Fahrzeuge des neuen Typs unterzeichnet.

## Produktion
Mit einer Stückzahl von über 5000 Einheiten wurden verschiedene alliierte Streitkräfte auf allen Kriegsschauplätzen des Zweiten Weltkriegs mit diesem Fahrzeug ausgerüstet. Noch während des Krieges erhielten die US-Streitkräfte einen auch in einer gepanzerten Ausführung verfügbaren Nachfolger, den M25 Tank Transporter.

## M20 12-ton 6x4 Truck

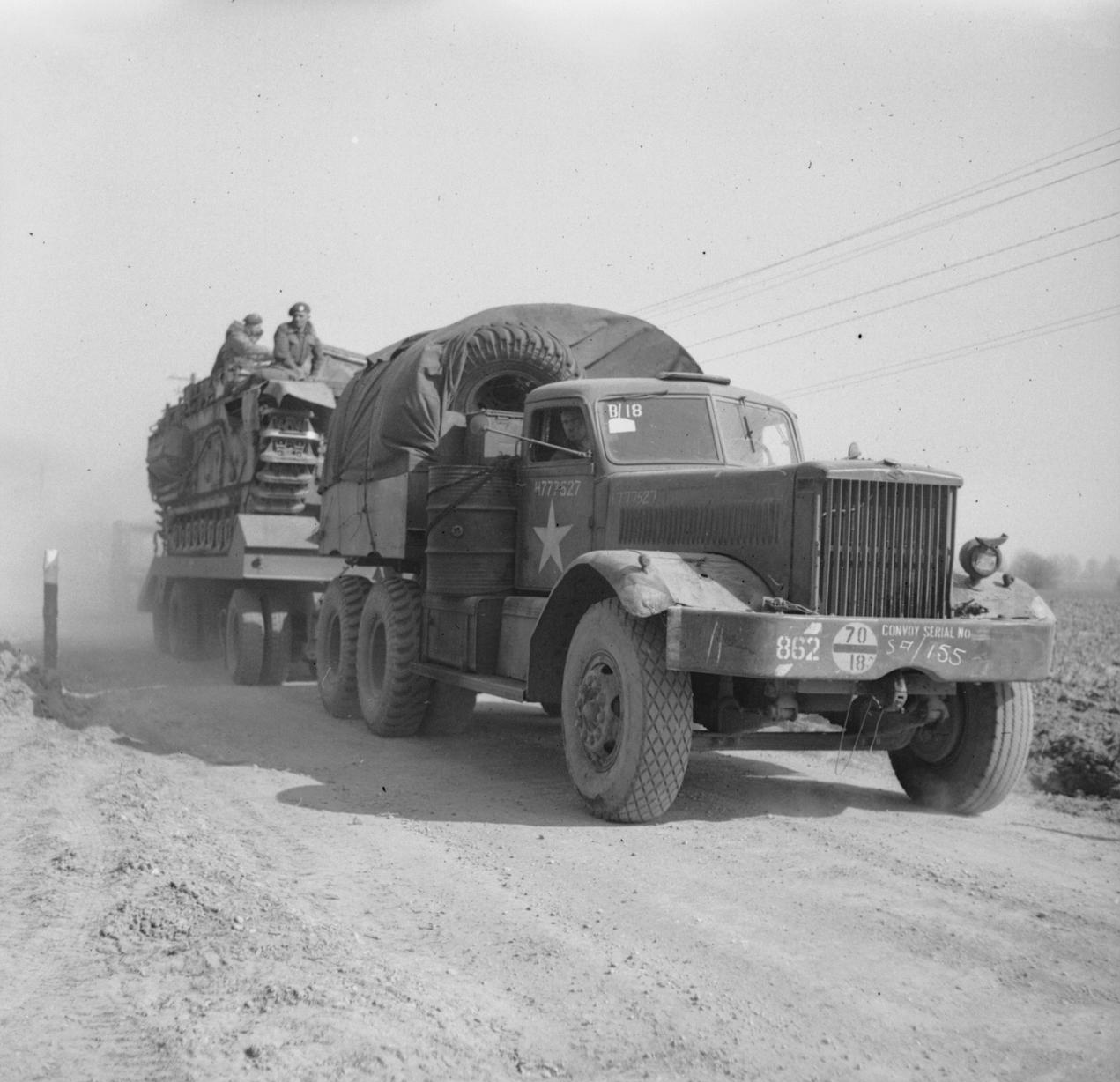
Diamond T 980 bei den britischen Streitkräften

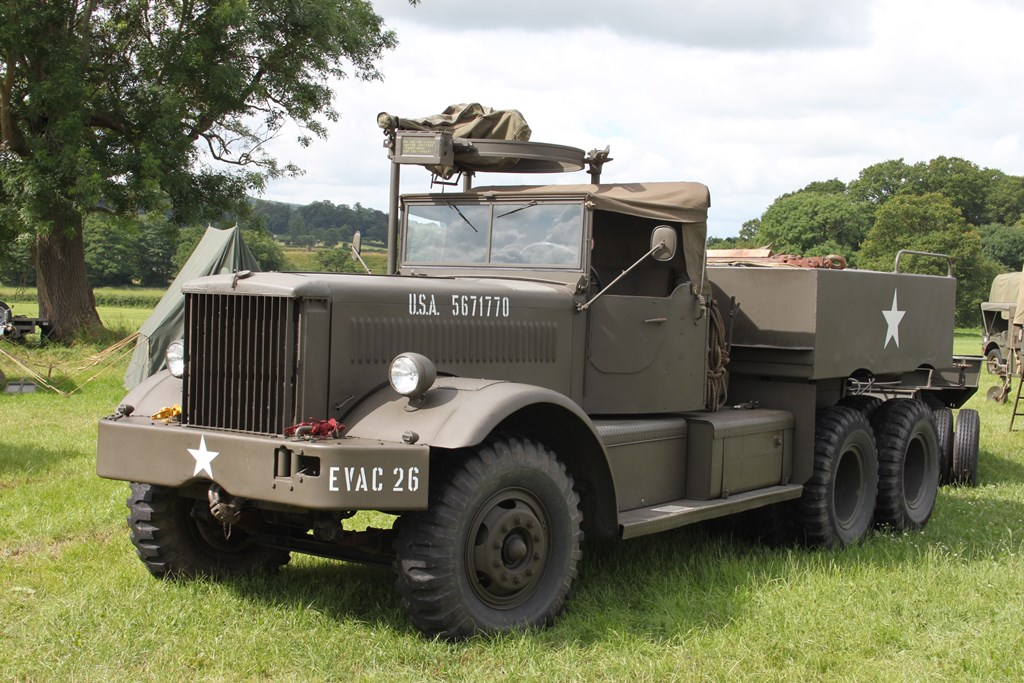
Späte Ausführung Diamond T 981 mit Drehring für Maschinengewehr

### Diamond T 980
Der neue Entwurf wurde als Diamond T 980 als Zugkraftwagen mit 12-short-ton (11.000 kg) Gewicht eingeführt. Hierbei waren in der 6x4-Konstellation nur die hinteren Achsen angetrieben, was mit dem schweren Hercules DFXE-Dieselmotors mit 201 PS (150 kW) und einer niedrigen Getriebeübersetzung ermöglichte, Anhänger mit einer Last von bis zu 52-Tonnen zu ziehen. Damit war der Diamond T 980 in der Lage, die schwersten britischen und amerikanischen Panzer, die zu diesem Zeitpunkt im Einsatz standen, zu transportieren. Hinter der Fahrerkabine war in der Mitte des Chassis eine 20-Tonnen-Winde installiert, um Fahrzeuge auf den Anhänger ziehen zu können.
Die meisten Baugruppen wurden von anderen Unternehmen geliefert. Diamond T baute dann mit diesen die Fahrzeuge. So kamen beispielsweise die Achsen von Timken, das Getriebe von Fuller, die Lenkung von Ross und die Bremsen von Westinghouse.

### Diamond T 981
Für die US-Streitkräfte wurde eine geänderte Ausführung des T 980 geschaffen. Eine neue alternative Führung des Zugseils der Winde nach vorne durch die Stoßstange ermöglichte der Ausführung T 981 zusätzlich auch die Eigenbergung mittels der Winde. Dazu wurde die Länge des Zugseils der Winde gleichzeitig erhöht. Diese zweite Ausführung der Zugmaschine war in den Leistungsparametern jedoch ansonsten identisch.

### Späte Ausführung T 980 und T 981
Ab 1943 wurde der M20 auch mit einer offenen Fahrerkabine mit Segeltuchdach gefertigt. Hierbei kamen öfters auch die Zurüstsätze mit einem Drehring für ein schweres Maschinengewehr über dem Beifahrerplatz zum Einbau. Mit diesem konnten dann gegnerische Flugzeuge abgewehrt werden.

## M9 45-ton 12-Wheel Trailer

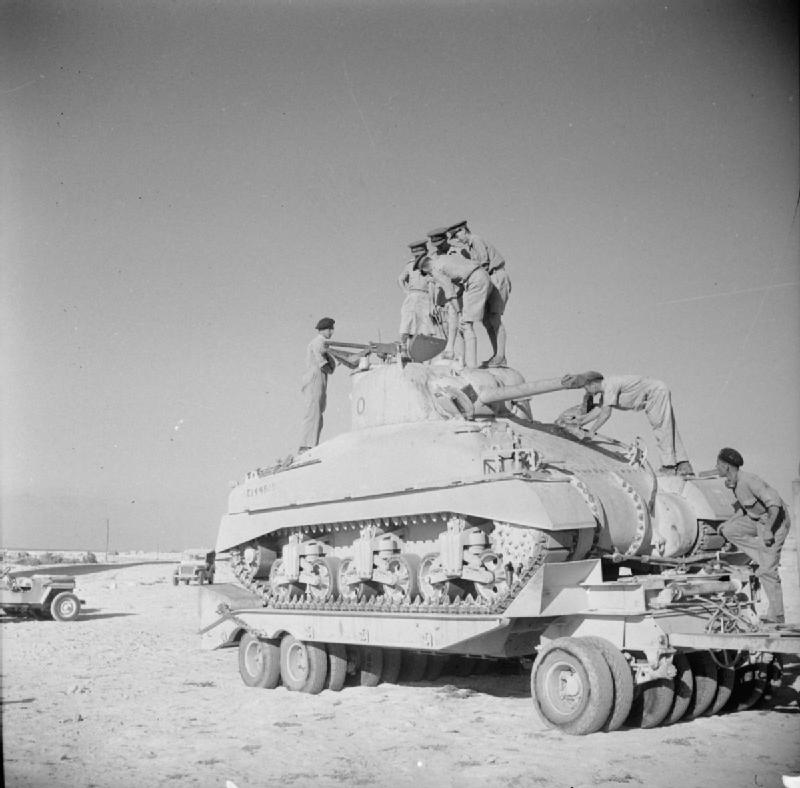
M9 Trailer

Der M9 Trailer ist ein dreiachsiger Anhänger für den Transport beschädigter Panzer und von Ausrüstung in der Gewichtsklasse bis zu 90.000 pounds. Dieser war für den Einsatz mit dem M20 Truck als Zugmaschine vorgesehen.
Entwickelt wurde der Hänger von Rogers Brothers Corporation aus Albion in Pennsylvania. Jede der drei Achsen hatte vier Zwillingsreifen.
Weitere Lizenz-Hersteller des Anhängers waren die Unternehmen Fruehauf Trailer Co., Pointer Willamette Co. und Winter-Weiss Co.
Der Hänger war 356 inch lang und hatte eine Breite von 114 inch, wobei die Höhe des Hängers ohne Beladung 56 3/4 inch betrug.
Bei Beladungen mit über 30 Tonnen neigten die M9 Rogers Trailer zu Reifenplatzern und Reifen, die von der Felge abliefen. Die Besatzungen warteten aufgrund der großen Zahl der Reifen meist, bis mehrere Reifen repariert werden mussten.

## Verwendung in anderen Nationen
In Großbritannien wurde der M20 Tank Transporter zu Beginn der 1950er Jahre durch den Thornycroft Antar ersetzt. Doch vereinzelte Fahrzeuge blieben bis etwa 1971 in Verwendung.